# Castello di San Martino della Vaneza
Il castello di San Martino della Vaneza è un fortilizio medievale situato in località San Martino di Cervarese Santa Croce, in provincia di Padova.
Sorge lungo la riva destra del Bacchiglione.

## Storia
Il castello fu eretto in posizione strategica, al confine tra i territori di Padova e di Vicenza e lungo il Bacchiglione, importante via commerciale. La sua parte più antica, la torre, risale all'XI secolo.
Fu uno dei pochi castelli ad essere risparmiati dalle devastazioni di Ezzelino III da Romano. Nel 1324 il comune di Padova lo donò a Nicolò da Carrara, per aver difeso la città durante le lotte contro Cangrande della Scala. I Carraresi vi attuarono importanti lavori di restauro, agendo in particolare sulla cinta muraria e sulla merlatura della torre.
Con il passaggio di Padova alla Serenissima perse ogni importanza militare. Non cadde però in rovina poiché, dato in affitto e poi acquistato dalla famiglia Vendramin, fu convertito in base commerciale per la raccolta del legname proveniente dai boschi vicini, che poi veniva inviato ai cantieri veneziani via fiume. I Vendramin vi aggiunsero anche un mulino natante, che funzionò sino all'Ottocento.
Quando i traffici diminuirono fu convertito a dimora civile, decadendo successivamente.
Passato ai Filippini, dal 1930 al 1978 fu della famiglia Antonini Papafava dei Carraresi. Dal 1979 appartiene alla provincia di Padova, che lo ha rivalorizzato allestendovi il Museo archeologico del fiume Bacchiglione, tuttora visitabile dal mercoledì alla domenica, dalle 10:00 alle 18:00. In seguito alla riapertura nel 2022 il castello continua a ospitare eventi pubblici quali il Palio dello Sparviero e privati, su prenotazione.